# Administracja skarbowa
Administracja skarbowa – segment administracji publicznej zajmujący się pozyskiwaniem dochodów budżetowych.

## Administracja skarbowa w Polsce
Od 1 marca 2017 roku działa Krajowa Administracja Skarbowa (KAS), struktura, w której połączono administrację podatkową, kontrolę skarbową i Służbę Celną. Organami KAS są: minister finansów, Szef Krajowej Administracji Skarbowej, dyrektor Krajowej Informacji Skarbowej, dyrektorzy izb administracji skarbowej, naczelnicy urzędów skarbowych oraz naczelnicy urzędów celno-skarbowych.
Organem podatkowym właściwym w sprawach podatków i opłat lokalnych jest wójt, burmistrz, prezydent miasta. Do 28 lutego 2017 roku funkcjonowali dyrektorzy urzędów kontroli skarbowej.